# Phim nghệ thuật

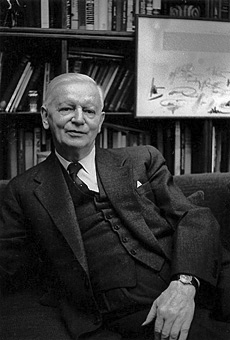
Carl Theodor Dreyer, ảnh chụp năm 1965, đạo diễn bộ phim năm 1928 - The Passion of Joan of Arc, được coi là một bộ phim nghệ thuật điển hình.

Phim nghệ thuật thường là một bộ phim độc lập nhằm vào khán giả ở một thị trường ngách hơn là thị trường đại chúng. Phim nghệ thuật được tạo ra "như là một tác phẩm nghệ thuật nghiêm túc, thường mang tính thể nghiệm và không để thu hút nhóm khán giả đại chúng"; "chủ yếu vì lý do thẩm mỹ chứ không phải lợi nhuận thương mại", và chứa "nội dung không theo quy ước hoặc mang tính biểu tượng cao".
Các nhà phê bình phim và các nhà nghiên cứu phim thường định nghĩa phim nghệ thuật là những tác phẩm có "đặc điểm hình thức khiến chúng khác biệt so với phim Hollywood đại chúng". Những đặc điểm này có thể bao gồm tính hiện thực xã hội, sự nhấn mạnh vào phong cách thể hiện của đạo diễn và trọng tâm đặt vào vào suy nghĩ, ước mơ hoặc động cơ của nhân vật thay vì đi theo câu chuyện rõ ràng có mục tiêu cụ thể. Học giả điện ảnh David Bordwell miêu tả phim nghệ thuật là "một thể loại phim vì nó có những quy ước riêng biệt".
Các nhà sản xuất phim nghệ thuật thường chiếu phim ở các rạp phim chuyên biệt (ở phương Tây thường là các revival house ("rạp chiếu phim xưa"), ở Việt Nam thường là các buổi hội thảo chuyên đề và một số quán cà phê) và tại các liên hoan phim. Vì được nhắm đến nhóm khán giả thị trường ngách, dòng phim này hiếm khi được cấp nguồn kinh phí sản xuất lớn như các phim bom tấn, vốn để phát hành rộng rãi. Các đạo diễn phim nghệ thuật bù đắp những hạn chế này bằng cách tạo ra một kiểu phim khác, sử dụng các diễn viên điện ảnh ít được biết đến hơn, thậm chí các diễn viên nghiệp dư, và sử dụng những phim trường khiêm tốn để làm phim tập trung nhiều hơn vào việc phát triển ý tưởng, khám phá các kỹ thuật kể chuyện hoặc thử các quy ước làm phim mới.
So với bom tấn đại chúng (ở Việt Nam hay gọi là phim thương mại) vốn thiên về cách kể chuyện tuyến tính và phục vụ nhu cầu giải trí phổ thông, thì phim nghệ thuật đối lập rõ rệt. Nhà phê bình Roger Ebert từng miêu tả Trùng Khánh sâm lâm – một bộ phim nghệ thuật được đánh giá cao năm 1994 – là "một trải nghiệm đầy trí óc" mà khán giả thưởng thức "dựa trên những gì [họ] biết về điện ảnh". Tuy nhiên, phim nghệ thuật đôi khi vẫn thu hút tập khán giả rộng hơn bằng cách kết hợp các yếu tố từ các thể loại quen thuộc như tài liệu hay tiểu sử. Để quảng bá, các phim này chủ yếu dựa vào đánh giá của giới phê bình được thảo luận trên các chuyên mục nghệ thuật, blogger, và truyền miệng từ khán giả. Nhờ chi phí sản xuất thấp, phim nghệ thuật chỉ cần một lượng nhỏ khán giả đại chúng để có lãi.

## Thoát ly khỏi chuẩn mực phim đại chúng
Nhà nghiên cứu phim David Bordwell đã đưa ra định nghĩa học thuật của phim nghệ thuật, theo đó so sánh phim nghệ thuật với phim đại chúng của điện ảnh Hollywood cổ điển. Phim kiểu Hollywood tuân theo lối kể chuyện rõ ràng, trong đó có "các sự kiện 'nhân' trong không gian và thời gian" với mỗi cảnh đều hướng đến một mục tiêu cụ thể, hay 'quả'. Cốt truyện được thúc đẩy bởi một nhân vật chính được miêu tả rõ ràng, cùng hệ thống các nhân vật được xây dựng hoàn chỉnh và được củng cố bằng "tư duy hỏi và đáp, quy trình giải quyết vấn đề, [và] cấu trúc cốt truyện trong một thời hạn". Mạch phim có nhịp độ nhanh, cùng nhạc nền để khơi gợi cảm xúc cho khán giả và lối dựng phim chặt chẽ, liền mạch.
Ngược lại, Bordwell khẳng định rằng "phim nghệ thuật dẫn dắt cốt truyện của mình dựa trên hai nguyên tắc: tính hiện thực và phong cách biểu đạt của đạo diễn". Phim nghệ thuật thoát ly khỏi chuẩn mực Hollywood "cổ điển" vốn theo cấu trúc kể chuyện theo chương hồi bằng việc "nới lỏng sự ràng buộc của quan hệ nhân quả".
Phim đại chúng vẫn quan tâm đến các nan đề đạo đức và khủng hoảng danh tính, và những vấn đề này thường được giải quyết vào cuối phim. Trong khi đó, phim nghệ thuật tìm hiểu và đào sâu các nan đề này một cách trầm tư, và thường không có sự giải đáp dứt khoát ở cuối phim.
Trong phim nghệ thuật, cốt truyện thường đóng vai trò thứ yếu so với việc phát triển nhân vật và khám phá ý tưởng thông qua các đoạn hội thoại dài. Nếu có cốt truyện thì thường là chuỗi các sự kiện không được xác định rõ ràng hoặc mang tính mơ hồ, và được đặt trôi dạt trong phim. Có thể có những khoảng trống không được giải thích trong phim, những đoạn phim mơ hồ một cách cố ý hoặc không liên quan đến các cảnh trước đó, khiến người xem phải tự suy tưởng và hiểu theo góc nhìn của họ về thông điệp của bộ phim. Phim nghệ thuật thường "mang một phong cách hình ảnh riêng" và cách nhìn nghệ thuật riêng của đạo diễn. Các phim này thường không đưa ra các "kết luận dễ trả lời", thay vào đó tạo cho khán giả nhiệm vụ suy nghĩ "câu chuyện được kể như thế nào? Tại sao kể bằng cách này?"
Bordwell khẳng định rằng "phim nghệ thuật là một thể loại phim vì chính nó có những quy ước riêng biệt". Nhà lý luận phim Robert Stam cũng cho rằng "phim nghệ thuật" là một thể loại phim. Ông cho rằng một bộ phim được coi là phim nghệ thuật dựa trên vai trò nghệ thuật của nó, cũng như các thể loại phim có thể dựa trên các mặt khác của phim như ngân sách để xếp vào phim bom tấn hoặc phim hạng B, hoặc độ nổi tiếng của diễn viên để gọi là phim Adam Sandler.

## Phê bình phim nghệ thuật và phim nói chung
Một số nhà nghiên cứu cho rằng những bộ phim thị trường, như phim do Hollywood sản xuất, thường hướng đến khán giả ít khắt khe hơn. Nhóm khán giả này có xu hướng tìm đến các nhà phê bình phim—những người được coi là giới tinh hoa văn hóa—để được định hướng đến những bộ phim sâu sắc và có giá trị nghệ thuật cao hơn.
Để thu hẹp khoảng cách giữa thị hiếu đại chúng và văn hóa hàn lâm, các nhà phê bình phim có vai trò giải thích những khái niệm lạ, giúp khán giả tiếp cận và đánh giá phim nghệ thuật theo cách dễ hiểu hơn. Chẳng hạn, thông qua các bài phê bình, họ có thể cung cấp thuật ngữ phân tích, giúp người xem suy ngẫm nghiêm túc hơn về bộ phim. Khi những chủ đề gây tranh cãi được đưa vào phim, khán giả cũng sẽ không vội vàng bác bỏ hay chỉ trích, mà có thể nhìn nhận giá trị của tác phẩm—chẳng hạn như cách phim thể hiện tính hiện thực—dưới góc nhìn của các nhà phê bình.
Trong bối cảnh này, các rạp chiếu phim nghệ thuật (art theaters hoặc art houses) được xem là "không gian khai sáng văn hóa", thu hút cả giới phê bình lẫn khán giả trí thức. Đây không chỉ là nơi thưởng thức phim, mà còn là môi trường mang đậm chất nghệ thuật, nơi các nhà phê bình có thể tìm kiếm tư liệu, cảm hứng và đào sâu hiểu biết văn hóa.

## Chỉ trích
Phim nghệ thuật thường bị chỉ trích là quá kiểu cách và mang tính thỏa mãn cá nhân để khán giả đại chúng có thể xem.
Cây bút phê bình phim của tờ LA Weekly từng gọi Gummo (1997) là "loại phim nghệ thuật khai thác sốc" và cho rằng Amores Perros (2000) là điển hình cho "những khuôn mẫu về phim nghệ thuật, khi cảnh chó nằm chết còn nhiều hơn cả Where the Red Fern Grows và tất cả những quyển sách mà bạn phải đọc ở trường cấp 2."